# Aeroportul Halmstad
Aeroportul Halmstad (IATA: HAD, ICAO: ESMT) este un aeroport din Comuna Halmstad, Hallands län, Suedia ce deservește zona Halmstad. Aeroportul a fost tranzitat în 2022 de 76.517 pasageri.
Situat la o altitudine de 31 m, aeroportul dispune de 1 pistă.

## Infrastructură

### Piste
Aeroportul dispune de o singură pistă. Pista 01/19 are suprafața de asfalt și dimensiunile 2.261 m × 45 m. 